# سلسله پارناوازیان
فَرنَوازیان یا سلسله پارناوازیان (گرجی: ფარნავაზიანი)، خاندان پادشاهی متعلق به سده ۳ (پیش از میلاد) در ناحیهٔ ارمنستان و گرجستان بود. فَرنَواز یکم پایه‌گذار این حکومت بود.

## فرنواز(پارناواز) یکم

ایبریا در طول حکومت پارناواز اول

فرنواز یکم، پادشاه پادشاهی ایبری در قرن سوم قبل از میلاد، بوده است. عموی او «سامارا» مقام کدخدایی طوایف منطقهٔ متسختا را داشت. مادر پارناواز هم به عنوان زنی اهل ایران از اصفهان گزارش شده است. برخی از بازتاب‌های باستان‌شناسی روابط مبتنی بر فرهنگ و سیاست را بین ایران و گرجستان در آن زمان تأیید می‌کنند.

ایالت‌های ایبریا در طول حکومت فرنواز اول